# 煮売屋
煮売屋（にうりや）とは、江戸時代の日本に存在した煮魚・煮豆・煮染など煮物を売る店。またそれを料理として提供する飲食店。
江戸時代、焼き餅、焼きだんご、焼き魚など焼き物を売ることを焼売、煮物を売ることを煮売と呼び、後者の店を煮売屋と呼んだ。
振売り、屋台、店舗といった形態があった。

## 江戸の煮売屋
明暦の大火（明暦3年、1657年）後、江戸の復興事業や都市改造のために地方から集められた人夫（男性肉体労働者）を相手に煮売屋が急増した。
肉体労働者たちは昼働いて夜に煮売屋に集い、時に喧嘩などのトラブルも発生した。また江戸は火災がたびたび発生し、火を扱う煮売りは火災の火元にもなりうるゆえ、煮売屋の夜間営業を禁じる命令が寛文元年（1661年）から寛政11年（1799年）まで度々出された。
だが男性単身者の多い江戸で煮売屋の需要は高く、店舗は増え続け、江戸の市井風俗を扱った『飛鳥川』（柴村盛方著、1810年、文化7年）には次のようにある。

煮肴にしめ菓子の類、四文屋とて両国は一面、柳原より芝までつゞき大造なる事也。其外煮売茶屋、両国ばかりに何軒といふ数をしらず

すなわち、煮肴など煮物を一品あたり四文均一で販売する店が両国一面に広がり、さらに柳原、芝まで続いていて、両国には煮売茶屋（煮売屋と茶屋を兼業する店）が数え切れないほどあった、ということである。「煮しめ菓子」はおそらく煮しめの中でも特に甘く煮たもの。

## 煮売屋の種類
茶屋と兼業する店は煮売茶屋と呼ばれた。
酒を売るためにその肴となる煮物を提供する店は煮売酒屋と呼ばれた。ここから居酒屋が派生。
煮しめや煮豆ばかりを売る店は菜屋、惣菜屋、煮豆屋などと呼ばれるようになった。夕食のおかずとして煮売屋の惣菜を求める需要も高かった。